# Guía para perplejos
Guía para perplejos es un breve libro de E. F. Schumacher, publicado en 1977. El título es una referencia a la obra de Maimónides, Guía de los Perplejos. Schumacher mismo consideraba Guía para perplejos como su logro más importante, a pesar de que es más conocido por su libro de economía ambiental, Lo pequeño es hermoso, que hizo de él una figura destacada dentro del movimiento ecologista. Su hija escribió que su padre le entregó el libro en su lecho de muerte, cinco días antes de morir, y le dijo "esto es lo que mi vida ha conseguido alcanzar". Como el Chicago Tribune , escribió, "Guía para perplejos es realmente una declaración de los fundamentos filosóficos que informan Lo pequeño es hermoso".
Schumacher describe su libro como una investigación acerca de cómo viven los humanos en el mundo. También es un tratado sobre la naturaleza y la organización del conocimiento y es una especie de ataque a lo que Schumacher llama "materialismo científico". Schumacher argumenta que los actuales 'mapas' filosóficos que dominan el pensamiento y la ciencia occidentales son demasiado estrechos y se basan en algunas premisas falsas. Sin embargo, este libro es solo una pequeña parte de una crítica necesaria.

## Cuatro grandes verdades
Schumacher presentó lo que considera que son las cuatro grandes verdades de la elaboración de sistemas filosóficos:
- El mundo es una estructura jerárquica con al menos cuatro "niveles del ser".
- El 'Principio de adecuación' determina la capacidad humana para percibir con precisión el mundo.
- El aprendizaje humano se relaciona con cuatro "campos de conocimiento".
- El arte de vivir requiere una comprensión de dos tipos de problemas: "convergentes" y "divergentes".

## Crítica del materialismo científico
Schumacher estaba muy a favor del espíritu científico, pero consideraba que la metodología dominante dentro de la ciencia, a la que llamó materialismo científico, era defectuosa. Schumacher creía que este defecto se originó en las obras de Descartes y Francis Bacon, cuando la ciencia moderna se estableció por primera vez.
Hace distinción entre las ciencias descriptivas y de instrucción. Según Schumacher, las ciencias descriptivas están principalmente relacionadas con lo que se puede ver o experimentar de otro modo, p. botánica y sociología, mientras que las ciencias de la instrucción se preocupan por cómo ciertos sistemas funcionan y pueden manipularse para producir ciertos resultados, p. Biología y Química. La ciencia de la instrucción se basa principalmente en la evidencia obtenida de la experimentación.
El materialismo científico se basa en la metodología de las ciencias de la instrucción, que se desarrolló para estudiar y experimentar con la materia inanimada. Según Schumacher, muchos filósofos de la ciencia no reconocen la diferencia entre la ciencia descriptiva y la instructiva, o atribuyen esta diferencia a etapas en la evolución de una ciencia específica, lo que para estos filósofos significa que las ciencias de la instrucción se consideran la variedad más avanzada de ciencia.
Le ofende particularmente la opinión de que la ciencia de la instrucción es la forma más avanzada de la ciencia, porque para Schumacher es el estudio del fruto de la materia inanimada, o menos metafóricamente el estudio del nivel de ser más bajo y menos complejo. Según lo ve Schumacher, el conocimiento adquirido sobre los niveles más elevados de ser, aunque mucho más difícil de obtener y mucho menos cierto, es aún más valioso.
Argumenta que la aplicación de los estándares y procedimientos de la ciencia de la instrucción a las ciencias descriptivas es errónea, porque en los campos descriptivos simplemente no es posible usar las técnicas experimentales de las ciencias de la instrucción. La experimentación es una metodología muy efectiva cuando se trata de materia inanimada, pero su aplicación al mundo de los vivos es susceptible de destruir o dañar los seres vivos y los sistemas, y por lo tanto es inapropiada.
Utiliza el término cientificismo porque argumenta que muchas personas, incluidos algunos filósofos de la ciencia, han malentendido la teoría detrás de la ciencia instructiva y creen que produce la verdad. Pero las ciencias instructivas se basan en la inducción; y como David Hume señala, la inducción no es lo mismo que la verdad. Además, según Schumacher, las ciencias de instrucción se refieren principalmente a las partes de la verdad que son útiles para la manipulación, es decir, se centran en las instrucciones que son necesarias para producir ciertos resultados de manera fiable. Pero esto no significa que un conjunto de instrucciones alternativas no funcionará, o de hecho un conjunto de instrucciones alternativas basadas en principios bastante diferentes. Para Schumacher, las ciencias de la instrucción, por lo tanto, producen teorías que son útiles: verdades pragmáticas. Por el contrario, Schumacher argumenta que las ciencias descriptivas están interesadas en la verdad en el sentido más amplio de la palabra.
Sostiene que el cientificismo materialista sigue una política de dejar algo fuera de dudas si está en duda. En consecuencia, los mapas de la ciencia occidental no muestran grandes partes "heterodoxas" de la teoría y la práctica de la ciencia y las ciencias sociales, y revelan una total indiferencia por el arte y muchas otras cualidades humanísticas de alto nivel. Tal enfoque, sostiene Schumacher, proporciona una visión del mundo gris, limitada y utilitaria sin espacio para fenómenos de vital importancia como la belleza y el significado.
Observa que la mera mención de la espiritualidad y los fenómenos espirituales en la discusión académica se ve como un signo de "deficiencia mental" entre los científicos. Schumacher argumenta que donde hay un acuerdo casi total, no hace falta investigar; por lo tanto, son los temas donde hay dudas los que merecen la investigación más intensa. Schumacher cree, en contraste con la ciencia materialista, que lo que está en duda debe mostrarse de manera destacada, no ocultarse ni ignorarse.
Su mayor queja contra el cientificismo materialista es que rechaza la validez de ciertas preguntas, que para Schumacher son en realidad las preguntas más importantes de todas. El cientificismo materialista rechaza la idea de niveles de ser, pero para Schumacher esto lleva a una visión unilateral de la naturaleza. Para Schumacher, puedes aprender mucho sobre la humanidad estudiando desde la perspectiva de los minerales, las plantas y los animales, porque los humanos contienen los niveles más bajos del ser. Pero esa no es la parte completa o incluso la más importante de la historia, como dice "... se puede aprender todo sobre el hombre, excepto aquello que nos hace humanos".

## Evolucionismo
Schumacher primero nota que la doctrina evolucionista se asienta claramente en las ciencias descriptivas más que en las ciencias instructivas. Schumacher acepta que la evolución como una generalización dentro de la ciencia descriptiva del cambio biológico se ha establecido más allá de cualquier duda. Sin embargo, considera que la "doctrina evolucionista" es una cuestión muy diferente. La doctrina evolucionista pretende probar y explicar el cambio biológico de la misma manera que la prueba y la explicación ofrecidas por las ciencias de la instrucción. Schumacher cita la Enciclopedia Británica de 1975 como un ejemplo de este punto de vista.
Considera que la doctrina evolucionista es un gran error filosófico y científico. Schumacher argumenta que la doctrina evolucionista comienza con la explicación perfectamente razonable del cambio en los seres vivos, y luego pasa a usarla como una explicación para el desarrollo de la conciencia, la autoconciencia, el lenguaje, las instituciones sociales y el origen de la vida misma. Schumacher señala que hacer este salto conceptual simplemente no cumple con los estándares de rigor científico y que la aceptación acrítica de este salto es, para Schumacher, completamente anticientífica.

## Niveles del ser
Para Schumacher, uno de los principales errores de la ciencia ha sido rechazar la visión filosófica y religiosa tradicional de que el universo es una jerarquía del ser. Schumacher hace una reformulación de la cadena del ser tradicional.
Está de acuerdo con la opinión de que hay cuatro reinos: mineral, vegetal, animal y humano. Argumenta que hay diferencias críticas de tipo entre cada nivel de ser. Entre el mineral y la planta es el fenómeno de la vida. Schumacher dice que aunque los científicos dicen que no debemos usar la frase "energía de vida", la diferencia todavía existe y no ha sido explicada por la ciencia. Schumacher señala que aunque podemos reconocer la vida y destruirla, no podemos crearla. Schumacher nota que las "ciencias de la vida" son "extraordinarias" porque casi nunca tratan con la vida como tal, y en su lugar se contentan con analizar el "cuerpo físico-químico que es el portador de la vida". Schumacher continúa diciendo que no hay nada en física o química para explicar el fenómeno de la vida.
Para Schumacher, se produce un salto similar en el nivel del ser entre la planta y el animal, que se diferencia por el fenómeno de la conciencia. Podemos reconocer la conciencia, sobre todo porque podemos dejar inconsciente a un animal, pero también porque los animales exhiben como mínimo el pensamiento y la inteligencia primitivos.
El siguiente nivel, según Schumacher, es entre Animal y Humano, que se diferencian por el fenómeno de autoconciencia o autoconciencia. La autoconciencia es la conciencia reflexiva de la propia conciencia y pensamientos.
Schumacher se da cuenta de que los términos -vida, conciencia y autoconciencia- están sujetos a interpretaciones erróneas, por lo que sugiere que las diferencias se pueden expresar mejor como una ecuación que se puede escribir así:
- 'Mineral' = m
- 'Planta' = m + x
- 'Animal' = m + x + y
- 'Humano' = m + x + y + z

En su teoría, estos tres factores (x, y, z) representan discontinuidades ontológicas. Él argumenta que las diferencias se pueden comparar a las diferencias en la dimensión; y desde una perspectiva se podría argumentar que solo los humanos tienen una existencia "real" en la medida en que poseen las tres dimensiones de la vida, la conciencia y la autoconciencia. Schumacher utiliza esta perspectiva para contrastarla con la visión materialista científica, que sostiene que lo que es "real" es la materia inanimada, que niega la realidad de la vida, la conciencia y la autoconciencia, a pesar de que cada individuo puede verificar esos fenómenos desde su propia experiencia.
Dirige nuestra atención al hecho de que la ciencia generalmente ha evitado discutir seriamente estas discontinuidades, porque presentan tales dificultades para la ciencia estrictamente materialista, y en gran medida siguen siendo misterios.
A continuación, considera el modelo animal de la humanidad que se ha hecho popular en la ciencia. Schumacher observa que, dentro de las humanidades, la distinción entre conciencia y autoconciencia rara vez se dibuja. En consecuencia, las personas se han vuelto cada vez más dudosas sobre si existe alguna diferencia entre los animales y los humanos. Schumacher observa que se ha llevado a cabo una gran cantidad de investigaciones sobre los seres humanos mediante el estudio de los animales. Schumacher argumenta que esto es análogo al estudio de la física con la esperanza de comprender la vida. Schumacher continúa diciendo que se puede aprender mucho sobre la humanidad estudiando minerales, plantas y animales porque los humanos han heredado esos niveles de ser: todos, 'excepto aquello que los hace humanos'.
Schumacher continúa diciendo que nada es "más conducente a la brutalización del mundo moderno" que llamar a los humanos el "mono desnudo". Schumacher argumenta que una vez que las personas comienzan a ver a los humanos como 'máquinas o animales', pronto comienzan a tratarlos en consecuencia.
Schumacher argumenta que lo que define a la humanidad son nuestros mayores logros. Argumenta que los seres humanos tienen un final abierto debido a la autoconciencia, que a diferencia de la vida y la conciencia no tiene nada mecánico o automático al respecto. Para Schumacher "los poderes de la autoconciencia son, esencialmente, una potencialidad ilimitada en lugar de una realidad. Tienen que ser desarrollados y 'realizados' por cada individuo humano para que uno llegue a ser verdaderamente humano, es decir, una persona".

## Progresiones
Schumacher señala que hay una serie de progresiones que tienen lugar entre los niveles del ser. Lo más sorprendente cree que es el movimiento de la pasividad a la actividad, hay un cambio en el origen del movimiento entre cada nivel:
- Causa (reino mineral)
- Estímulo (reino de las plantas)
- Motivo (Reino animal)
- Libre albedrío (Humanidad)

Una consecuencia de esta progresión es que cada nivel de ser se vuelve cada vez más impredecible, y es en este sentido que se puede decir que los humanos tienen libre albedrío.
Nota que aumentar la integración es una consecuencia de los niveles de ser. Un mineral puede subdividirse y permanece de la misma composición. Las plantas están más integradas; pero a veces partes de una planta pueden sobrevivir independientemente de la planta original. Los animales están físicamente integrados; y entonces un apéndice de un animal no hace otro animal. Sin embargo, aunque los animales están altamente integrados físicamente, no están integrados en su conciencia. Los humanos, mientras tanto, no solo están integrados físicamente sino que tienen una conciencia integrada; sin embargo, están pobremente integrados en términos de autoconciencia.
Otra progresión interesante, para él, es el cambio en la riqueza del mundo en cada nivel del ser. Un mineral no tiene mundo como tal. Una planta tiene una conciencia limitada de sus condiciones inmediatas. Un animal, sin embargo, tiene un mundo mucho más rico y complejo. Finalmente, los humanos tenemos el mundo más rico y complicado de todos.

## Trascendencia
Para Schumacher, el reconocimiento de estos diferentes niveles del ser es vital, porque las reglas de gobierno de cada nivel son diferentes, lo que tiene implicaciones claras para la práctica de la ciencia y la adquisición de conocimiento. Argumenta que todos los humanos pueden practicar el estudio de la materia inanimada, porque tienen un nivel más elevado de ser; pero solo los espiritualmente conscientes pueden conocer la autoconciencia y posiblemente los niveles más elevados. Schumacher afirma que "mientras que el superior comprende y, por lo tanto, en cierto sentido comprende lo inferior, ningún ser puede entender nada más elevado que ellos mismos".
Schumacher argumenta que al eliminar la dimensión vertical del universo y las distinciones cualitativas de las cualidades "superiores" e "inferiores" que la acompañan, el materialismo científico puede, en la esfera social, solo conducir al relativismo moral y al utilitarismo. Mientras que en el ámbito personal, respondiendo a la pregunta '¿Qué hago con mi vida?' nos deja con solo dos respuestas: egoísmo y utilitarismo.
Por el contrario, argumenta que apreciar los diferentes niveles del ser proporciona una moral simple pero clara. La visión tradicional, como dice Schumacher, siempre ha sido que el objetivo apropiado de la humanidad es "... avanzar más alto, desarrollar las facultades más elevadas, adquirir conocimiento de las cosas más elevadas y, si es posible, 'ver' a Dios '. Si uno se mueve más bajo, desarrolla solo las facultades inferiores, que compartimos con los animales, entonces uno se siente profundamente infeliz, incluso hasta el punto de la desesperación." Esta es una opinión, dice Schumacher, que es compartida por todas las religiones principales. Muchas cosas, dice Schumacher, mientras que son ciertas en un nivel inferior, se vuelven absurdas en un nivel superior, y viceversa.
Schumacher no afirma que haya ninguna evidencia científica para un nivel que esté por encima de la autoconciencia, contentándose con la observación de que esta ha sido la convicción universal de todas las religiones principales.

## Adecuación
Schumacher explica que los sentidos corporales son adecuados para percibir la materia inanimada; pero necesitamos sentidos "intelectuales" para otros niveles. Schumacher observa que la ciencia ha demostrado que percibimos no solo con los sentidos, sino también con la mente. Ilustra esto con el ejemplo de un libro científico complejo; significa cosas completamente diferentes para un animal, un analfabeto, un hombre educado y un científico. Cada persona posee diferentes "sentidos" internos, lo que significa que "entiende" el libro de maneras bastante diferentes.
Argumenta que la opinión común de que "... los hechos deberían hablar por sí mismos" es problemática porque no es una cuestión simple distinguir hechos y teoría o percepción e interpretación. Cita a R. L. Gregory en Eye and Brain, "La percepción no está determinada simplemente por el patrón de estímulo, sino que es una búsqueda dinámica de la mejor interpretación de los datos". Argumenta que "vemos" no solo con nuestros ojos; sino con nuestro equipo mental y "dado que este equipo mental varía mucho de persona a persona, inevitablemente hay muchas cosas que algunas personas pueden 'ver' mientras que otras no pueden, o para decirlo de otra manera, para las cuales algunas personas son adecuadas mientras que otras no."
Para él, las habilidades perceptivas más altas y más significativas se basan en la capacidad de ser críticamente consciente de las presuposiciones propias. Schumacher escribe: "No hay nada más difícil que estar al tanto del pensamiento. Todo se puede ver directamente, excepto el ojo a través del cual vemos. Todos los pensamientos se pueden analizar directamente, excepto el pensamiento por el que examinamos. Un esfuerzo especial, un esfuerzo para el que se necesita la autoconciencia, esa proeza de pensamiento casi imposible que retrocede: casi imposible pero no del todo. De hecho, este es el poder que hace al hombre humano y también capaz de trascender su humanidad ".
Señala que para cualquiera que vea el mundo a través del materialismo científico, esta charla de percepción superior no tiene sentido. Para un científico materialista, los niveles superiores del ser "simplemente no existen, porque su fe excluye la posibilidad de su existencia".
Señala que la ciencia materialista se basa principalmente en el sentido de la vista y solo mira a la manifestación externa de las cosas. Necesariamente de acuerdo con el principio de adecuación, la ciencia materialista no puede conocer más que una parte limitada de la naturaleza. Schumacher argumenta que al restringir los modos de observación, se puede lograr una "objetividad" limitada; pero esto se logra a expensas del conocimiento del objeto como un todo. Solo los aspectos "más bajos" y más superficiales son accesibles a instrumentos científicos objetivos.
Señala que la ciencia se convirtió en "ciencia para la manipulación" siguiendo a Descartes. Descartes prometió que los humanos se convertirían en "maestros y poseedores de la naturaleza", un punto de vista primero popularizado por Francis Bacon. Para Schumacher esto fue un giro equivocado, porque significaba la devaluación de la "ciencia para comprender" o la sabiduría. Una de las críticas de Schumacher es que la "ciencia para la manipulación" casi inevitablemente deriva de la manipulación de la naturaleza a la manipulación de las personas. Schumacher argumenta que la "ciencia para la manipulación" es una herramienta valiosa cuando se la subordina a la "ciencia para la comprensión" o la sabiduría; pero hasta entonces la 'ciencia para la manipulación' se ha convertido en un peligro para la humanidad.
Schumacher argumenta que si el materialismo científico crece para dominar aún más la ciencia, entonces habrá tres consecuencias negativas:
- La calidad de vida caerá, porque las soluciones de cantidad son incapaces de resolver problemas de calidad.
- La 'ciencia para comprender' no se desarrollará, porque el paradigma dominante evitará que sea tratado como un tema serio.
- Los problemas se volverán insolubles porque los poderes superiores del hombre se atrofiarán por falta de uso.

En el nivel de conocimiento para la manipulación, los objetivos de predicción y control son apropiados. Pero a medida que lidiamos con niveles más altos, se vuelven cada vez más absurdos. Como él dice: "Los seres humanos son altamente predecibles como sistemas fisicoquímicos, menos predecibles como cuerpos vivos, mucho menos como seres conscientes y casi nada como personas conscientes de sí mismos".
El resultado del cientificismo materialista es que la humanidad se ha vuelto rica en medios y pobre en fines. Al carecer de un sentido de valores superiores, las sociedades occidentales se quedan con el pluralismo, el relativismo moral y el utilitarismo, y para Schumacher el resultado inevitable es el caos.

## Cuatro campos de conocimiento
Schumacher identifica cuatro campos de conocimiento para el individuo:
1. Yo → interior
2. Yo → otras personas (interior)
3. otras personas → Yo
4. Yo → el mundo

Estos cuatro campos surgen de la combinación de dos pares: Yo mismo y el mundo; Apariencia externa y Experiencia interna. Señala que los humanos solo tienen acceso directo a los campos uno y cuatro.
El campo 1 es ser consciente de sus sentimientos y pensamientos y lo más cercano a la autoconciencia. Argumenta que esto es fundamentalmente el estudio de la atención. Diferencia entre cuando su atención es captada por el elemento sobre el que se enfoca, que es cuando un ser humano funciona como una máquina; y cuando una persona dirige su atención conscientemente de acuerdo con su elección. Esto para él es la diferencia entre ser vivido y vivir.
El segundo campo es estar al tanto de lo que otras personas piensan y sienten.
A pesar de estos problemas, experimentamos una 'reunión de mentes' con otras personas en ciertos momentos. Las personas incluso pueden ignorar las palabras realmente dichas y decir algo como "No estoy de acuerdo con lo que estás diciendo, pero estoy de acuerdo con lo que quieres decir". Schumacher argumenta que una de las razones por las que podemos entender a otras personas es a través de la experiencia corporal, porque las expresiones corporales, gestos y posturas son parte de nuestro patrimonio humano común.
Schumacher observa que la respuesta tradicional al estudio del campo 2 ha sido "Puedes entender a los demás en la medida en que te entiendas a ti mismo". Schumacher señala que este es un desarrollo lógico del principio de adecuación, ¿cómo puedes entender el dolor de alguien. a menos que tú también hayas experimentado dolor?
El conocimiento en el campo 3 requiere que sepas lo que otras personas piensan de ti. Schumacher sugiere que el consejo más fructífero en este campo se puede obtener estudiando el concepto de consideración externa de la Cuarta Vía.
Schumacher observa que confiar en el conocimiento del campo 1 te hace sentir que eres el centro del universo; mientras si te enfocas en el campo 3, el conocimiento te hace sentir que eres mucho más insignificante. Buscar el autoconocimiento en ambos campos proporciona un autoconocimiento más equilibrado y preciso.
El campo 4 es el estudio behaviorista del mundo exterior. La ciencia es muy activa en esta área del conocimiento y muchas personas creen que es el único campo en el que se puede obtener un verdadero conocimiento. Para Schumacher, aplicar el enfoque científico es muy apropiado en este campo.
Schumacher resume sus puntos de vista sobre los cuatro campos del conocimiento de la siguiente manera:
- Solo cuando se cultiven los cuatro campos del conocimiento puedes tener una verdadera unidad de conocimiento. Los instrumentos y las metodologías de estudio solo deben aplicarse al campo apropiado para el que están diseñados.
- La claridad del conocimiento depende de relacionar los cuatro campos del conocimiento con los cuatro niveles del ser.
- Las ciencias de la instrucción deben limitar su mandato al campo 4, porque es solo en el campo de las apariencias donde se puede obtener la precisión matemática. Sin embargo, las ciencias descriptivas no se comportan de manera apropiada si se enfocan únicamente en las apariencias, y deben ahondar en el significado y el propósito, o producirán resultados estériles.
- El autoconocimiento solo puede ser efectivamente perseguido por el estudio equilibrado del campo 1 (autoconciencia) y el campo 3 (autoconocimiento objetivo).
- El estudio del campo 2 (comprender a otros individuos) depende primero de desarrollar una visión poderosa del campo 1 (autoconciencia).

## Dos tipos de problemas
Schumacher argumenta que hay dos tipos de problemas en el mundo:
- convergentes
- divergentes

Discernir si un problema es convergente o divergente es una de las artes de la vida.
Los problemas convergentes son aquellos en los que las soluciones intentadas convergen gradualmente en una solución o respuesta. Un ejemplo de esto ha sido el desarrollo de la bicicleta. Los primeros intentos de desarrollar vehículos con motor humano incluyeron vehículos de tres y cuatro ruedas y ruedas involucradas de diferentes tamaños. Las bicicletas modernas se parecen mucho hoy en día.
Los problemas divergentes son los que no convergen en una sola solución. Un ejemplo clásico que él ofrece es el de la educación. ¿Es la disciplina o la libertad la mejor manera de enseñar? Los investigadores de la educación han debatido este tema durante miles de años sin converger en una solución.
Él lo resume diciendo que los problemas convergentes son aquellos que se preocupan por el universo no viviente. Si bien los problemas divergentes tienen que ver con el universo de los vivos, siempre hay un cierto grado de experiencia interior y de libertad con la que lidiar. Según Schumacher, la única solución a los problemas divergentes es trascenderlos, argumentando que en la educación, por ejemplo, que la solución real implica amor o cuidado; el amor y la disciplina funcionan de manera efectiva, pero también lo hacen el amor y la libertad.
   Ver también: Pensamiento convergente y divergente

## Arte
Schumacher en una digresión de su argumento principal discute la naturaleza e importancia del arte. Señala que existe una considerable confusión sobre la naturaleza y el significado del arte; pero argumenta que esta confusión se disipa cuando se considera el arte en relación con su efecto sobre los seres humanos. La mayoría del arte encaja en dos categorías. Si el arte está diseñado para afectar principalmente nuestros sentimientos, entonces es entretenimiento; mientras que si el arte está diseñado principalmente para afectar nuestra voluntad, entonces es propaganda.
El gran arte es un fenómeno multifacético, que no se contenta con ser meramente propaganda o entretenimiento; sino que apelando a las facultades intelectuales y emocionales superiores de la gente, está diseñado para comunicar la verdad. Cuando el entretenimiento y la propaganda son trascendidos y subordinados a la comunicación de la verdad, el arte ayuda a desarrollar nuestras facultades superiores y eso lo hace grandioso.

## Las tareas de la humanidad
Schumacher nota que dentro de la filosofía no hay campo en más desorden que la ética. Sostiene que esto se debe a que la mayoría del debate ético elude cualquier "aclaración previa del propósito de la vida humana en la tierra". Schumacher cree que la ética es el estudio de problemas divergentes; que requieren trascendencia por parte del individuo, no un nuevo tipo de ética para ser adoptada por todos.
Sostiene que existe un creciente reconocimiento entre los individuos de que muchas soluciones a los problemas humanos deben ser hechas por los individuos, no por la sociedad, y no pueden ser resueltas mediante soluciones políticas que reorganicen el sistema. Para Schumacher, el "intento moderno de vivir sin religión ha fallado".
Dice que las tareas de un individuo se pueden resumir de la siguiente manera:
- Aprenda de la sociedad y la tradición.
- Interiorice este conocimiento, aprenda a pensar por sí mismo y sea autodirigido.
- Crezca más allá de las estrechas preocupaciones del ego.

La humanidad, dice, en el sentido más amplio debe aprender nuevamente a subordinar las ciencias de la manipulación a las ciencias de la sabiduría; un tema que desarrolla aún más en su libro Small is Beautiful.

## Comentarios
Las reseñas de este libro incluyen:
- America v. 138 (11 de febrero de 1978).
- Best Sellers v. 37 (diciembre de 1977).
- Choice v. 15 (September 1978).
- The Christian Century v. 94 (12 de octubre de 1977).
- The Christian Science Monitor (Eastern edition) (28 de septiembre de 1977).
- Commonweal v. 105 (14 de abril de 1978).
- Critic v. 36 (spring 1978).
- The Economist v. 265 (1 de octubre de 1977).
- Library Journal (1876) v. 102 (1 de octubre de 1977).
- The New York Times Book Review (2 de octubre de 1977).
- New Statesman (London, England: 1957) v. 94 (7 de octubre de 1977).